# وريد ناصف أمام العضد
الوريد الناصف أمام العلوي (بالإنجليزية: Median antebrachial vein)‏ هو الوريد الذي يصرف من الأوردة بين الرؤوس السلامية لليد، ويمتد على الجانب الزندي للذراع لينتهي في الوريد البازلي أو الوريد المرفقي الناصف. في نسبة قليلة من الحالات ينقسم إل فرعين يصب أحدهما في الوريد البازلي والآخر في الوريد الرأسي؛ ويكون ذلك تحت المرفق.